# Karina Pankievich
Karina Pankievich – urugwajska aktywistka na rzecz praw osób transpłciowych, przewodnicząca Asociación Trans del Uruguay (ATRU).

## Życiorys
Karina urodziła się jako mężczyzna. Przeprowadziła się do Montevideo w wieku 13 lat. Od skończenia 15 roku życia pracowała jako pracownica seksualna podczas dyktatury w Urugwaju. Przemoc i ucisk, przed którym stanęła, doprowadziły ją do opuszczenia Urugwaju. Zamieszkiwała Brazylię i Argentynę. Wróciła do Urugwaju w 1985 roku i odkryła, że wiele osób ze społeczności LGBT chce walczyć o swoje prawa człowieka, ale bała się to zrobić. Dlatego jeszcze w tym samym roku Karina i inni działacze założyli ATRU. ATRU koncentruje się na szkoleniu, wspieraniu i mobilizowaniu aktywistów do promowania i obrony swoich praw.
ATRU jest siecią grup walczących o prawa osób transpłciowych w całym kraju i dociera do innych krajów Ameryki Południowej. Jednym z największych sukcesów grupy był Marsz Różnorodności, który obchodzi społeczność LGBT w Urugwaju. W 2019 r. w Marszu Różnorodności wzięło udział ponad 130 000 osób. Brała udział w projekcie dokumentalnym pt. „Trans kobiety bez transfobii przeciwko HIV – AIDS” dla Trans National Base Organisation (OTBN). Dokument dotyczył przypadków łamania praw człowieka kobiet trans w 2017 r. w Urugwaju. W 2018 r. społeczność transpłciowa w Urugwaju uzyskała prawo gwarantujące przestrzeganie ich podstawowych praw. W 2019 r. konserwatywny parlament Urugwaju chciał odwołać referendum.